# Štore
Štore là một khu tự quản (tiếng Slovenia: občine, số ít – občina) trong vùng Savinjska của Slovenia. Štore có diện tích 28.1 km2, dân số là theo điều tra ngày 31 tháng 3 năm 2002 là 4060 người. Thủ phủ khu tự quản Štore đóng tại Štore.